# بتانی موتا
بتانی نوئل موتا (به انگلیسی: Bethany Noel Mota؛ زاده ۷ نوامبر ۱۹۹۵) یوتیوبر اهل ایالات متحده آمریکا. شه الصو اپپارد ون ساسون ۱۹ اف رقص با ستارگان.